# Lista de parques estaduais de Michigan
Lista de parques estaduais de Michigan, Estados Unidos.
- Algonac State Park
- Aloha State Park
- Baraga State Park
- Bewabic State Park
- Brimley State Park
- Burt Lake State Park
- Cambridge Junction Historic State Park
- Cheboygan State Park
- Clear Lake State Park
- Coldwater Lake State Park
- Fort Michilimackinac State Park
- Craig Lake State Park
- Dodge No. 4 State Park
- Duck Lake State Park
- Fayette Historic State Park
- Fisherman's Island State Park
- Fort Wilkins Historic State Park
- Grand Haven State Park
- Grand Mere State Park
- Harrisville State Park
- Hart-Montague Trail State Park
- Hartwick Pines State Park
- Hayes State Park
- Historic Mill Creek State Park
- Hoeft State Park (P.H. Hoeft)
- Hoffmaster State Park (P.J. Hoffmaster)
- Holland State Park
- Indian Lake State Park
- Interlochen State Park
- Kal-Haven Trail State Park
- Lake Gogebic State Park
- Lakelands Trail State Park
- Lakeport State Park
- Leelanau State Park
- Ludington State Park
- Mackinac Island State Park
- Maybury State Park
- McLain State Park
- Mears State Park
- Meridian-Baseline State Park
- Mitchell State Park
- Muskallonge Lake State Park
- Muskegon State Park
- Negwegon State Park
- Newaygo State Park
- North Higgins Lake State Park
- Onaway State Park
- Orchard Beach State Park
- Otsego Lake State Park
- Palms Book State Park
- Petoskey State Park
- Porcupine Mountains State Park
- Port Crescent State Park
- Sanilac Petroglyphs Historic State Park
- Saugatuck Dunes State Park
- Seven Lakes State Park
- Silver Lake State Park
- Sleeper State Park
- Sleepy Hollow State Park
- South Higgins Lake State Park
- Sterling State Park
- Straits State Park
- Tahquamenon Falls State Park
- Tawas Point State Park
- Thompson's Harbor State Park
- Traverse City State Park
- Tri-Centennial State Park and Harbor
- Twin Lakes State Park
- Van Buren State Park
- Van Buren Trail State Park
- Van Riper State Park
- Warren Dunes State Park
- Warren Woods State Park
- Wells State Park
- White Pine Trail State Park
- Wilderness State Park
- Wilson State Park
- Young State Park